# 里昂·伯雷運動場
萊昂-波勒運動場（法語：Stade Léon-Bollée）是一座位於法國勒芒的多用途運動場，運動場於2011年關閉。勒芒聯合會72曾使用運動場作為球會主場，但在2011年搬遷到MMArena。 
運動場命名於勒芒當地的汽車工程師及發明家里昂·伯雷，並在1906年啟用，能容納17,801名觀眾。 